# Einfrankenstück
| Einfrankenstück | Einfrankenstück                                    |
| --------------- | -------------------------------------------------- |
| Einfrankenstück |                                                    |
| Daten           |                                                    |
| Legierung:      | 75 % Kupfer 25 % Nickel                            |
| Gewicht:        | 4,40 g                                             |
| Durchmesser:    | 23,20 mm                                           |
| Dicke:          | 1,55 mm                                            |
| Randprägung:    | gerippt                                            |
| Künstler:       | Albert Walch (Entwurf), Antoine Bovy (Münzstecher) |

Das Einfrankenstück, auch Einfränkler oder Fränkler genannt, ist eine Umlaufmünze der Schweiz im Wert von einem Schweizer Franken.

## Münzbild
Der Einfränkler zeigt als Motiv auf der Vorderseite den Münzwert und die Jahreszahl in einem Kranz (linker Kranzteil: Eichenlaub, rechter Kranzteil: Rostblättrige Alpenrose). Auf der Rückseite befindet sich eine stehende Helvetia sowie 23 fünfzackige Sterne, gleich wie beim Zweifränkler und beim Fünfzigräppler. Mehr dazu siehe Zweifrankenstück.
Die Prägungen der Jahre 1850, 1851, 1857, 1860 und 1861 zeigen auf der Bildseite das Motiv der Sitzenden Helvetia nach einem Entwurf von Friedrich Fisch. Erst 1875 wurde das seither beibehaltene Motiv nach einem Entwurf von Albert Walch eingeführt.
Das Münzzeichen «B» unterhalb des Kranzes auf der Wertseite steht für die Eidgenössische Münzstätte in Bern. Ein Teil der Ausgaben von 1968 und 1969 wurde in London geprägt, wobei diejenigen von 1968 kein Münzzeichen tragen, diejenigen von 1969 jedoch ebenfalls ein «B», was heisst, dass sie nicht von den Berner Prägungen unterscheidbar sind. Von 1970 bis 1985 wurde auf allen Prägungen das Münzzeichen weggelassen; diese stammen alle aus Bern.

## Zusammensetzung
Wie das Fünfzigrappenstück, der Zweifränkler sowie der Fünfliber bestand auch der Einfränkler ursprünglich (bis 1967) aus einer Silberlegierung. Die Legierung wurde getauscht, nachdem der Edelmetallwert jenen des Nominalwertes überstiegen hatte. Aufgrund der ehemaligen Silberlegierung ist der Einfränkler trotz des fünffach höheren Nominalwerts nur unwesentlich grösser und schwerer und sogar dünner als das Zwanzigrappenstück.
Auf die ursprüngliche Silberlegierung ist zurückzuführen, dass der Einfränkler entsprechend den Nominalwerten genau halb so schwer wie der Zweifränkler, aber doppelt so schwer wie das Fünfzigrappenstück ist.
Silberne Einfränkler sind zwar ausser Kurs gesetzt, aber noch immer gelegentlich im Umlauf. Da der Legierungsunterschied nur dem geübten Betrachter und bei Beachtung des Prägejahrs auffällt, werden diese anstandslos zur Zahlung angenommen. Lukrativer ist jedoch der Verkauf solcher Münzen an Sammler.